# Nguyễn Minh Trí (nhà ngoại giao)
Nguyễn Minh Trí là một nhà ngoại giao Việt Nam, Đại sứ đặc mệnh toàn quyền Việt Nam tại Ukraina và Moldova từ năm 2014 đến 2017.
Nguyễn Minh Trí sinh ngày 2 tháng 12 năm 1955 tại Thái Bình; ông tốt nghiệp khoa Ngoại ngữ tại Đại học Pyatigorsk (RF) và hoàn thành nghiên cứu sinh. Từ năm 1980, ông làm việc tại Bộ Ngoại giao Việt Nam, văn phòng trung ương và Đại sứ quán Việt Nam tại Liên Xô, Nga và Ukraine (1993-1996, 1999-2002).
Từ tháng 1 năm 2014 ông là Đại sứ đặc mệnh toàn quyền nước Cộng hòa xã hội chủ nghĩa Việt Nam tại Ukraina và Cộng hòa Moldova. Vì tình hình an ninh bất ổn, đến ngày 11 tháng 9 năm 2014 ông mới có dịp trình giấy ủy nhiệm của mình cho Tổng thống Ukraina Petro Poroshenko. Đến tháng 7 năm 2017, ông hết nhiệm kỳ và bàn giao cho ông Nguyễn Anh Tuấn.